# Nysnö

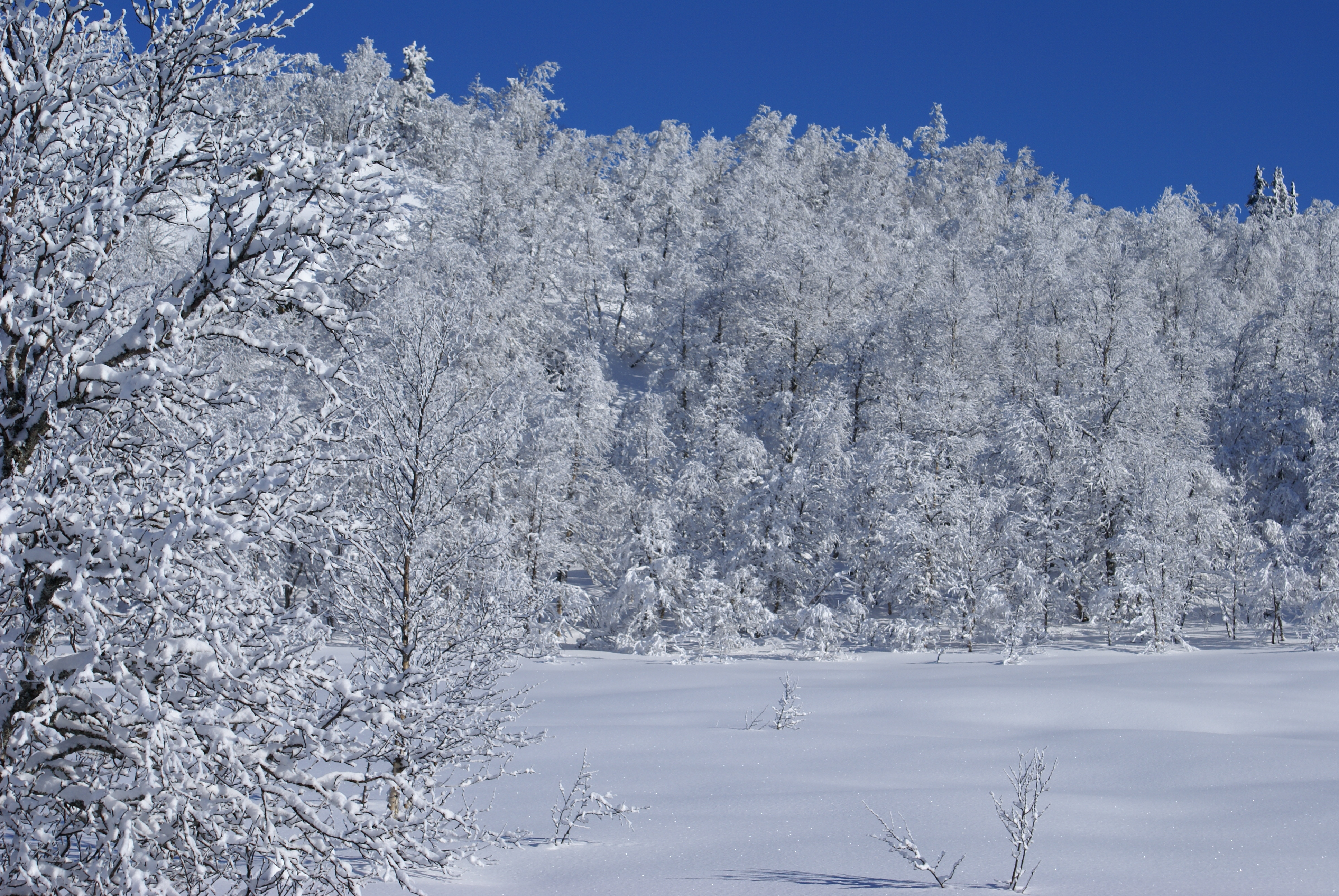
Vinterdag med nysnö och sol i Norge.

Nysnö är nyfallen snö, till skillnad från snö som lyfter från marken med vindens hjälp vid exempelvis snödrev. Torr nysnö har en densitet av 30–100 kilogram/kubikmeter, vilket innebär att en decimeter djupt snötäcke motsvarar 3–10 millimeter nederbörd i smält form. För våt nysnö är densiteten 100–200 kg/m³ och för vindpackad 200 kg/m³.